# شاه محمد سلیمان
 شاه محمد سلیمان (انگلیسی: Shah Muhammad Sulaiman؛ زاده ۳ فوریه ۱۸۸۶ درگذشته ۱۲ مارس ۱۹۴۱) یک فیزیک‌دان اهل هند بود.